# Porto do Malhado
Porto do Malhado är en hamn i Brasilien.   Den ligger i delstaten Bahia, i den östra delen av landet, 1 000 km öster om huvudstaden Brasília.  Trakten är tätbefolkad. Närmaste större samhälle är Ilhéus, 2,2 km söder om Porto do Malhado. 